# Claude Chambard
Claude Chambard est un poète, écrivain, traducteur et éditeur français, né le 18 août 1950 à Dakar au Sénégal.

## Biographie
Fondateur et éditeur-typographe, avec Sophie Chambard, des éditions à Passage de 1978 à 1998 – Roger Laporte, Mathieu Bénézet, Isabelle Baladine Howald, Emmanuel Hocquard & Juliette Valéry, Jean-Jacques Viton & Liliane Giraudon, Alain Coulange, Alain-Christophe Restrat, Bernard Vargaftig, Gérard Arseguel, Jacques Estager, Zéno Bianu, François Zénone, Philippe Denis…
Il a dirigé la collection « Alter & Ego » aux éditions de l’Atelier in 8.
A soutenu et poursuivi de l'été 2014 à l'automne 2016,[réf. nécessaire], le travail de son ami Claude Rouquet aux éditions de L'Escampette.
Animateur des résidences d'écrivains de la Prévôté à Bordeaux, de 2000 à 2008 (Karla Suarez, Yoko Tawada, Marek Bienczyk, Krystyna Rodowska, José Manuel Fajardo, Rafael José Diaz, Emil Tode, Besnik Mustafaj, Alexander Tisma, Alejandrina Falcon…)
Critique et chroniqueur dans les revues CCP et Hippocampe, etc.
Bourse de résidence au château de Bonaguil en 1985.
Bourse du Centre national du livre en 2011.
Bourse de résidence à la maison Jules Roy, Vézelay, Yonne, mai-juin 2016
Nombreuses[réf. nécessaire] lectures seul & en concerts avec les musiciens Benoît Delbecq, Mathieu Immer, Didier Lasserre, Sylvain Meillan…
Converse régulièrement en public, de préférence dans ces lieux merveilleux que sont les librairies, avec des écrivains d'aujourd'hui.
Blogueur généreux : http://www.unnecessairemalentendu.com/

## Publications
- Ecchymose, Chez l'auteur, 1980.
- Ce moment-là, Bordeaux, France, Éditions À Passage, 1981.
- Diaphane, gouaches de Sophie Renaudat, Bordeaux, France, Éditions À Passage, 1981.
- Sans lever la bouche, Trans-en-Provence, France, Éditions Unes, 1983. (BNF 34763184)
- De bouche blessée, Bordeaux, France, Éditions À Passage, 1984. (BNF 34764609)
- Traverses, Bordeaux, France, Éditions Jacques Brémond, 1984.
- Géographie d’avalanche, gouaches cousues de Sophie Renaudat, Bordeaux, France, Éditions À Passage, 1985.
- Vois, c’est nu, Nulle Part, Uchacq-et-Parentis, Mont-de-Marsan, France, L'Atelier des Brisants, 1983.
- Élégies des 11 & 23 septembre 1989, avec Jean de Garnier, Bordeaux, France, Éditions À Passage/Barnabooth, 1989.
- « À l’enfant torero » in Poésie aujourd’hui, Paris, France, Éditions Séghers, 1990.
- « T. E. Lawrence, aventures en Aquitaine » in  Écrivains en Aquitaine, Bordeaux, France, Éditions Le Festin, 1994.  (ISBN 2-909423-14-X)
- Portraits d’auteurs, phot. Jean-Luc Chapin, Bordeaux, France, Centre régional des lettres d’Aquitaine, 1990.
- La Route des lacs landais, phot. Jean-Luc Chapin, Bordeaux, France, Éditions Sud Ouest, 1990.  (ISBN 2-879010-21-7)
- En un silence douloureux, phot. Bruno Lasnier, Bordeaux, France, Éditions À Passage/Le Coupable, 1991.
- Dialogues pour commencer, phot. de Sylvie Tubiana, Villeurbanne, France, Maison de l’image et des mots, 1994.
- Élégie de Pontlevoy, Bordeaux, France, Éditions À Passage/Le Coupable, 1995. (BNF 37068716)
- Un voyage fantôme, ill. de Bruno Lasnier, Bordeaux, France, Éditions Le festin, 1997.  (ISBN 2-909423-29-8)
- Back to Back, phot. de Jean-Luc Chapin, Bordeaux, France, Comptoir du Jazz, 2000.
- Un nécessaire malentendu, tome 1, La vie de famille, Bordeaux, France, Éditions le Bleu du ciel, 2002.  (ISBN 2-9511615-5-7)
- La Dormition, Serres-Morlaàs, France, Éditions Atelier In8, coll. « La Porte à côté », 2005.  (ISBN 2-9519160-6-X) (rééd. 2006)
- Un nécessaire malentendu, tome 2, Ce qui arrive, Bordeaux, France, Éditions le Bleu du ciel, 2003.  (ISBN 2-915232-09-1)
- La Rencontre dans l'escalier, Serres-Morlaàs, France, Éditions Atelier In8, coll. « La Porte à côté », 2007.  (ISBN 978-2-916159-37-9)
- « Wódka Chaussette » grav. Richard Texier, in Abécédaire liquidophile, Paris/Roanne, France, Éd. Virgile/ Bibliothèque gourmande, 2007.  (ISBN 978-2-914-48162-5)
- « Raymond Guérin, Un  autodidacte, écrivain hors catégorie » in Balade en Gironde, Paris, Éditions Alexandrines, coll. « Sur les pas des écrivains », 2008.  (ISBN 978-2-912319-40-1)
- « Sapristi, je me souviens » in Aquitaine, Québec, je me souviens, Paris/Bordeaux/Québec, Éditions Lettres du monde/Le Castor Astral/L'Instant même, 2008.  (ISBN 978-2-85920-746-5 et 978-2-89502-261-9)
- Un nécessaire malentendu, tome 3, Le Chemin vers la cabane, Bordeaux, France, Éditions le Bleu du ciel, 2008.  (ISBN 978-2-915232-51-6)
- Young Appolo, Bordeaux, France, Éditions de La Cabane, 2008.  (ISBN 978-2-916193-12-0)
- Les papillons ne meurent jamais, avec 36 boîtes à papillons de Sophie Chambard, L'Affiche no 49, tirée en sérigraphie, format 120x176, le Bleu du ciel, 2008
- « Hélène Mohone. L’enfance une échappée » in Pour Hélène Mohone, Bordeaux, France, Éditions de La Cabane, 2009.  (ISBN 978-2-916193-14-4)
- Allée des artistes, Serres-Morlaàs, France, Éditions Atelier In8, coll. « La Porte à côté », 2009.  (ISBN 978-2-916159-74-4)
- « Max, Austerlitz & quelques autres », in Un livre 1989-2009, les 20 ans de la librairie Olympique, Librairie Olympique, Bordeaux, France, 2009
- La Montée des Couardes, Martigues, France, Éditions Contre-pied, coll. « Autres & pareils », 2010.  (ISBN 978-2-916252-21-6)
- Les Mille livres de Montaigne, Paris, France, Revue Espace(s) no 7 Limites et frontières, Observatoire de l'espace, CNES, 2011.  (ISBN 978-2-85440-020-5)
- Un nécessaire malentendu, tome 4, Carnet des morts, Coutras, France, Éditions le Bleu du ciel, 2011.  (ISBN 978-2-915232-72-1)
- Le Jour où je suis mort, Serres-Morlaàs, France, Éditions Atelier In8, coll. « La Porte à côté », 2011.  (ISBN 978-2-36224-011-9)
- Déjà, Pau, France, L'Assaut no 1, Naissances, 2012
- Il n'y a pas de bon côté, France, RoToR no 8, http://corner.as.corner.free.fr/rotor8.html, 2012
- Cet être devant soi — Un nécessaire malentendu — incise, ill. d’Anne-Flore Labrunie, Baume-les-Dames, France, Éditions Æncrages & Co, 2012  (ISBN 978-2-35439-051-8)[1],[2],[3]
- « Walser, Benjamin, Sebald, Vila-Matas : en marche », in Des écrivains et Lettres du monde, Bordeaux, France, Éditions Lettres du monde, 2013
- Un nécessaire malentendu, tome 5, Tout dort en paix, sauf l’amour, Coutras, France, Éditions le bleu du ciel, 2013,  (ISBN 978-2-915232-88-2-)[4],[5],[6],[7],[3],[8]
- « L’arc, l’ours, la main, le lion », in Combe d'Arc/Les mains inverses, Faire part n° 32/33, 2013
- « Le Vertige des possibles », in La Double vie des Capus, photographies de Mélanie Gribinski, Bordeaux-Pantin, France, Le Castor Astral, 2014  (ISBN 978-2-85920-997-1)
- « Lambert Schlechter : le murmure de la littérature », in Lambert Schlechter, Prix national de littérature Batty Weber, 2014, Luxembourg, Ministère de la culture du Luxembourg, 2014
- Lire c'est vivre plus, sous la direction de Claude Chambard (préface & citations), textes de David Collin, Christian Garcin, François Gaudry, Alberto Manguel, Claude Margat, Lambert Schlechter, Catherine Ternaux, Chauvigny, France, Éditions L'Escampette, 2015  (ISBN 978-2-35608-083-7)
- «La petite caméra. Die Klein Kamera », bilingue, traduit en allemand par Jenny Bussek, in Eine Welt Der Zeichen. Yoko Tawadas Frankreich Als Dritter Raum, sous la direction de Bernard Bannoun & Christine Ivanovic, Iudicium Verlag, Munich, Allemagne, 2015  (ISBN 978-3-86205-416-9)
- La bibliothèque, le refuge, Lyon, France, revue Hippocampe no 13, 2016
- Cette modeste élégance, encres de Anne-Flore Labrunie, Baume-les-Dames, France, Æncrages & Co, 2016
- Il fait bleu, coll. Comment la parole, Bordeaux, France, Éditions l’Ire des Marges, 2016  (ISBN 979-10-92173-03-1), première édition 2013
- Embrouillamini, in Ritournelles, 2O ans de création littéraire transversale, Bordeaux, France, Éditions le bleu du ciel, 2020  (ISBN 979-10-91604-21-5)
- Conte du pavillon des adieux, travaux de Sophie Chambard, Nice, France, Les Cahiers du Museur, coll. À Côté, 2022
- Conte des jardins de la princesse Jicky, gravures d'Anne-Flore Labrunie, Pontlevoy, France, Le Singulier Imprévisible, coll. Les deux jardins, 2024,  (ISBN 978-2-487430-01-3)

- Deux pays, collage de Max Partezana, Nice, France, Les Cahiers du Museur, coll. À Côté, 2024

### Livres d'artiste, livres pauvres, à tirage limité
Avec Philippe Agostini
- Coudre les lignes, mars 2017
- Une histoire de la peinture I, juin 2017
- Une laisse de lumière : une histoire de la peinture II, août 2017

Avec Sophie Chambard
- Un temps arraché au temps, septembre 2011
- Promenade future, collection « L’improbable », août 2016
- L’unique essai, collection « Le singulier imprévisible », septembre 2017
- Hisser le paysage, collection « Le singulier imprévisible », mai 2021
- Garder l’émerveillement, exemplaire unique pour l’anniversaire d’Isabelle Baladine Howald, 25 mai 2021
- Dans l’épaisseur du velours, collection « Le singulier imprévisible », décembre 2021
- Un petit roman de soi, collection « Le singulier imprévisible », avril 2022

Avec Aaron Clarke
- Une double laisse, 2012
- Une aventure de Max & Julie : le Coucou berrichon, collection « Jamais », 2013
- Ne pas craindre, collection « Jamais », 2013

Avec Éric Demelis
- L’instant, à peine, septembre 2013

Avec Anne-Marie Donaint-Bonave
- Ce matin, le chant du merle, collection « le Singulier imprévisible », mars 2023
- Ma famille, c’est l’air, collection « le Singulier imprévisible », octobre 2016
- Une tête dans le présent, juillet 2017
- Conte de la vie secrète, janvier 2018

Avec Jacky Essirard
- Petites esquisses d’oiseaux, 2016-2017

Avec Caroline François-Rubino
- La promenade du dimanche, collection « le Singulier imprévisible », mars 2017
- Un matin, le douzième du mois, collection « Jardins sans rives, mars 2019
- L’Œil impartageable, septembre 2020
- Petits contes des vagues & des pays, collection « Fromentin », septembre 2020
- Le Vol / la Phrase / la Peinture, collection « le Singulier imprévisible », décembre 2020
- Ainsi, la terre, collection « le Singulier imprévisible », juillet 2021
- Riches sont les forêts, collection « le Singulier imprévisible », juillet 2021

Avec Cécile A. Holdban
Secret des arbres, collection « le Singulier imprévisible , mars 2023
Avec André Jolivet
- Cartes postales marseillaises, Voltije éditions Ltd, collection « le Monde des villes », 2014
- La forme d’une marche, Voltije éditions Ltd, collection « le Monde des villes », 2015

Avec Catherine Lippinois
- Variations Messiean I, collection « le Singulier imprévisible », juillet 2019

Avec Max Partezana
- Petite suite d’oiseaux, 2015
- Lettre au silence, collection « Anne », 2016
- Quel, mai 2017
- Passant la nuit, juillet 2017
- Pays venteux, août 2017
- Tout un jour, 2018

Avec Philippe Agostini, Sophie Chambard, Alexis Hubert, Adèle Nègre
- Sous le tilleul, août 2017

### Spectacles
La Saigneuse, oratorio, Compagnie le Grain, 2005
Lo Polit Mai, création littérature et musique, avec Emmanuelle Salasc-Pagano & Matèu Baudoin, Permanences de la littérature, 2019

### Préfaces
- Édith Azam, Létika Klinik, Dernier télégramme, Limoges, France 2006
- Allain Glykos, N'en parlons plus, L'Escampette, Chauvigny, France 2015
- Déborah Heissler, Sorrowful Songs, dessins de Peter Maslow, Æncrages & Co, coll. Voix de chants, Baume-les-Dames, France. 2015
- David Collin, Vers les confins, Hippocampe, Lyon, France, 2018

### Traductions
- Abdallah Zrika: Petites proses, traduit de l'arabe (Maroc) avec l'auteur, Bordeaux, France, Éditions L'Escampette, 1996.
- Julie Kalendek, Quand la vie fait division, traduit collectivement de l’américain sous la direction de Pierre Alferi, coll. Biennale internationale des poètes en Val-de-Marne, Tours, France, Farrago, 1999.
- Bill Luoma, Western Love, traduit collectivement de l’américain sous la direction de Juliette Valéry, Bordeaux, France, Un bureau sur l’Atlantique, 2005.